# Гвоздено доба на тлу Србије
Гвоздено доба на тлу Србије је праисторијски период који следи након бронзаног доба, а карактерише га преовлађујућа употреба гвожђа за израду оружја, алата и других предмета. На територији данашње Републике Србије, гвоздено доба обухвата период од краја II миленијума п. н. е. (око 1000/800. године п. н. е.) до доласка Римљана и почетка римске доминације крајем I века п. н. е. или почетком I века н. е. Овај период обележен је формирањем првих историјски познатих племенских заједница на Балканском полуострву, као и значајним културним утицајима, укључујући и долазак Келта.

## Хронологија и периодизација
Гвоздено доба на тлу Србије, као и у већем делу Европе, дели се на два основна периода:
- Старије гвоздено доба (или Халштатски период): од око 800. до 450/400. године п. н. е. Названо је по Халштатској култури која се развила у области Алпа.
- Млађе гвоздено доба (или Латенски период): од око 450/400. године п. н. е. до римских освајања. Названо је по Латенској култури, која се везује за Келте.

## Старије гвоздено доба (Халштатски период)
Старије гвоздено доба на територији Србије карактерише формирање већих племенских заједница и успостављање трајнијих насеобина, често утврђеног типа (градине). Употреба гвожђа постаје све распрострањенија, иако се бронза и даље користи за израду накита и неких врста оруђа.

### Културне групе и главна обележја
Током старијег гвозденог доба на подручју Србије могу се издвојити утицаји и присуство неколико културних комплекса и група:
- Босут-Басараби комплекс: Распрострањен у Подунављу (Срем, Бачка, Банат) и Поморављу. Карактеришу га утврђена насеља и специфична керамика.
- Гласиначка култура: Иако са центром у источној Босни, њен утицај се осећа и у западној Србији и на Косову. Позната је по кнежевским гробовима под тумулима са богатим прилозима (оружје, накит, коњска опрема), што указује на изражену друштвену стратификацију и постојање племенске аристократије.[2]
- Дарданци: Насељавали су подручје Косова, јужне Србије и Северне Македоније. Развили су специфичну културу са утврђеним насељима и карактеристичном керамиком.
- Трибали: Племе које је насељавало подручје северозападне Бугарске и југоисточне Србије (Поморавље, Подунавље).
- Трачка племена: Била су присутна у источним деловима Србије.

### Трако-кимерски утицаји
Почетком старијег гвозденог доба (VIII-VII век п. н. е.), подручје Балкана било је изложено продору и утицајима коњаничких народа из понтско-кавкаских степа, познатих као Трако-Кимерци. Они су донели нове типове гвозденог оружја и коњске опреме, што је утицало на локалне културе.

## Млађе гвоздено доба (Латенски период)
Млађе гвоздено доба обележено је доласком Келта на Балкан и њиховим значајним утицајем на културни развој региона.

### Долазак Келта иСкордисци
Током IV и почетком III века п. н. е., келтска племена продиру на Балканско полуострво. Након похода на Грчку и пораза код Делфа 279. године п. н. е., део Келта се повлачи и насељава на подручју Панонске низије и Подунавља. На територији данашње Србије, посебно у Срему, Бачкој, Банату и северном Поморављу, формира се моћно келтско племе Скордиска, које је настало мешањем Келта са домородачким илирским и трачким становништвом.

### Материјална култура Скордиска
Скордисци су носиоци латенске културе на овим просторима. Њихову материјалну културу карактерише:
- Напредна металургија гвожђа: Израда квалитетног оружја (дуги мачеви, копља, умбо штитова), алата и фибула.
- Производња керамике на грнчарском точку: Сива, често глачана керамика специфичних облика.
- Израда накита од бронзе, сребра и стаклене пасте.
- Ковање сопственог новца по узору на грчки.

### Насеља (опидуми) и привреда
Скордисци су оснивали утврђена насеља типа опидума, која су била племенски, занатски и трговачки центри. Најзначајнији опидуми били су Сингидунум (на месту данашњег Београда, на Карабурми) и Таурунум (данашњи Земун). Бавили су се земљорадњом, сточарством, занатством (посебно металургијом и грнчарством) и трговином.

### Однос са домородачким племенима (Илири,Трачани,Дарданци,Трибали)
Долазак Келта довео је до сукоба, али и до културног прожимања са домородачким племенима Илира, Трачана, Дарданаца и Трибала. Скордисци су временом успоставили доминацију над знатним делом територије.

### Утицајхеленистичке културе
Током млађег гвозденог доба, посебно у јужним деловима Србије (подручје Дарданаца), осећа се утицај хеленистичке културе кроз увоз грчке керамике, накита и других предмета, као и кроз прихватање одређених уметничких и занатских техника.

## Прелаз у римско доба
Крајем I века п. н. е. и почетком I века н.е., Римљани освајају балканске просторе и постепено потчињавају локална племена, укључујући и Скордиске. Овим освајањима завршава се период гвозденог доба и почиње римска епоха на тлу Србије.

## Значај и истраживања
Гвоздено доба на тлу Србије представља кључни период за разумевање етногенетских процеса, формирања првих историјски познатих племена и њихових култура, као и за праћење сложених миграционих и културних токова на Балкану. Археолошка истраживања бројних локалитета (градина, некропола, опидума) пружају драгоцене податке о материјалној и духовној култури, друштвеној организацији и контактима заједница гвозденог доба. Значајни допринос истраживању овог периода дали су археолози попут Милутина Гарашанина, Драге Гарашанин, Јована Тодоровића, као и млађе генерације истраживача.